# Evangelische Lungenklinik Berlin

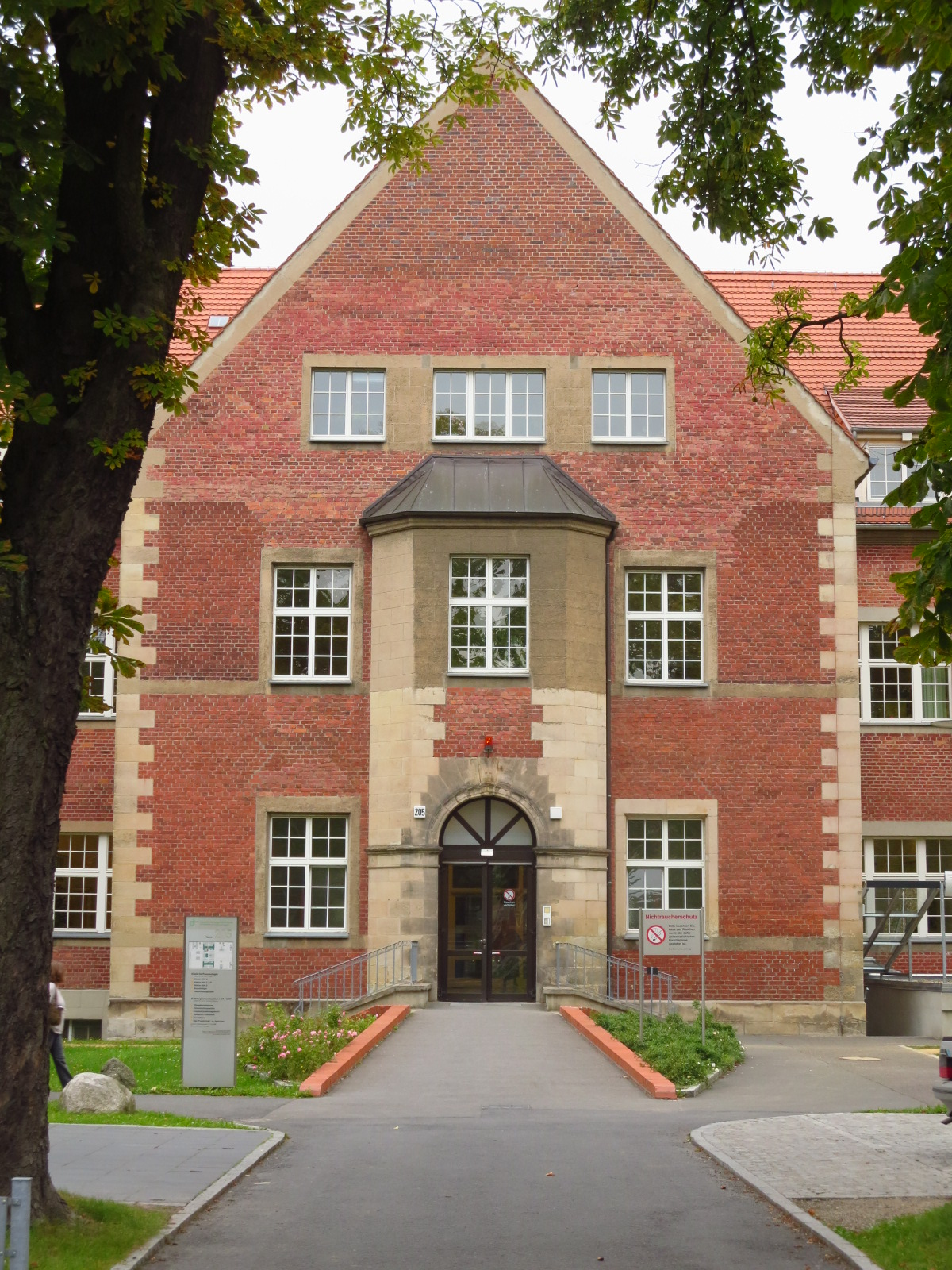
Haupteingang der Lungenklinik

Die Evangelische Lungenklinik Berlin ist eine Spezialklinik für akute und chronische Erkrankungen der Lunge sowie des Brustkorbes und seiner Organe in Berlin-Buch.

## Geschichte
Die Klinik geht zurück auf das 1952 in Berlin-Buch entstandene Forschungsinstitut für Lungenkrankheiten und Tuberkulose. Pro Jahr werden gegenwärtig etwa 15.000 Patienten ambulant und stationär behandelt. Die Klinik ist Mitbegründer des Tumorzentrums Berlin-Buch (Mitglied im Tumorzentrum Berlin e. V.) und Akademisches Lehrkrankenhaus der Charité – Universitätsmedizin Berlin. Die Evangelische Lungenklinik Berlin befindet sich in einem der fünf historischen Bucher Krankenhauskomplexe, die nach den Plänen des Berliner Stadtbaurates Ludwig Hoffmann entstanden. Die Häuser der Klinik wurden von 1900 bis 1908 erbaut und im Jahr 2000 modernisiert. Die Evangelische Lungenklinik Berlin ist ein Unternehmen der Johannesstift Diakonie (bis 11. Juni 2019 Paul Gerhardt Diakonie gAG, bis zum 30. Juni 2009 Verein zur Errichtung evangelischer Krankenhäuser e. V.).

## Kliniken
- Klinik für Pneumologie
- Klinik für Thoraxchirurgie
- Klinik für Anästhesiologie und Intensivmedizin
- Radiologisches Institut

Die Klinik für Thoraxchirurgie ist seit dem Jahr 2008 ein zertifiziertes "Kompetenzzentrum für Thoraxchirurgie" und damit eines der ersten drei Thoraxzentren dieser Art, die durch die Deutsche Gesellschaft für Thoraxchirurgie zertifiziert wurden.

## Zentren
- Lungenkrebszentrum
- Zentrum für Beatmungs- und Schlafmedizin mit zertifiziertem Weaningzentrum
- Thoraxzentrum – Kompetenzzentrum für Thoraxchirurgie
- Alpha-1-Center

Das Lungenkrebszentrum der Evangelischen Lungenklinik Berlin wurde im Jahr 2009 durch die Deutsche Krebsgesellschaft zertifiziert. Das Zentrum für Beatmungs- und Schlafmedizin in der Klinik für Pneumologie ist ein durch die Deutsche Gesellschaft für Pneumologie und Beatmungsmedizin akkreditiertes Weaningzentrum. Der Fachausdruck "Weaning" bezeichnet den Prozess des langsamen Entwöhnens des Patienten vom unterstützenden Beatmungsgerät (Respirator). 